# L’Écho du Sud
L’Écho du Sud ist eine madegassische Tageszeitung  in  französischer Sprache. Die Zeitung erschien erstmals am 13. April 1929 unter dem Namen L’Écho du Sud : organe des intérêts généraux du Sud de Madagascar.

## Geschichte

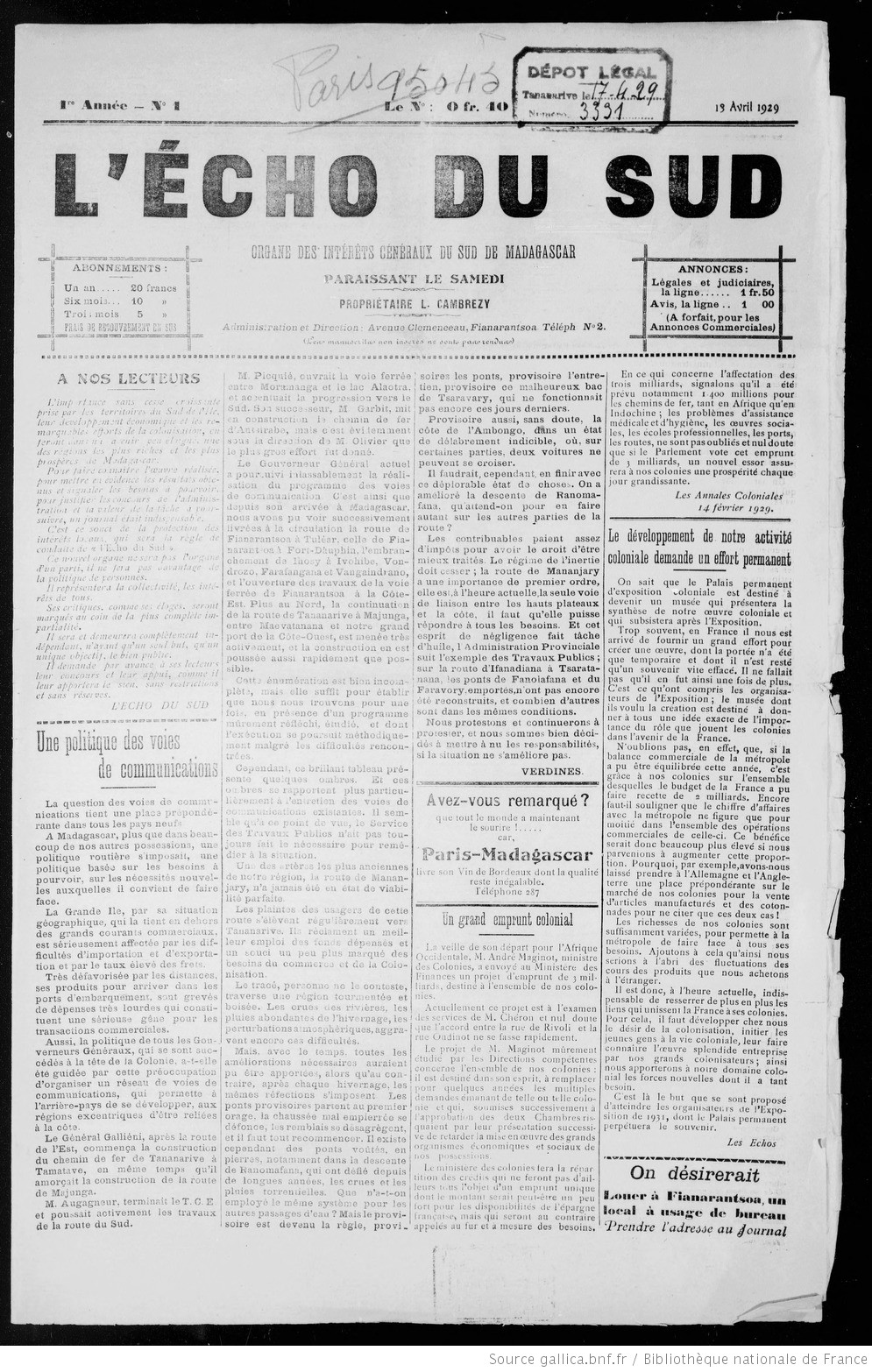
L’Écho du Sud

Am 13. April 1929 gründete Louis Cambrézy, ein französischer Industrieller, in Fianarantsoa die Zeitung L’Écho du Sud : organe des intérêts généraux du Sud de Madagascar. Ihr Zweck bestand darin, eine Zeitung am Leben zu erhalten, nachdem La Voix du Sud, eine weitere von Jules Thibier in Fianarantsoa gegründete Zeitung, ein Jahr zuvor verschwunden war.
Dieser Zeitung ist es zu verdanken, dass Louis Cambrézy 1935 von Louis Rollin, dem damaligen Minister der Kolonien, zum Ritter der Ehrenlegion ernannt wurde.